# 경위의

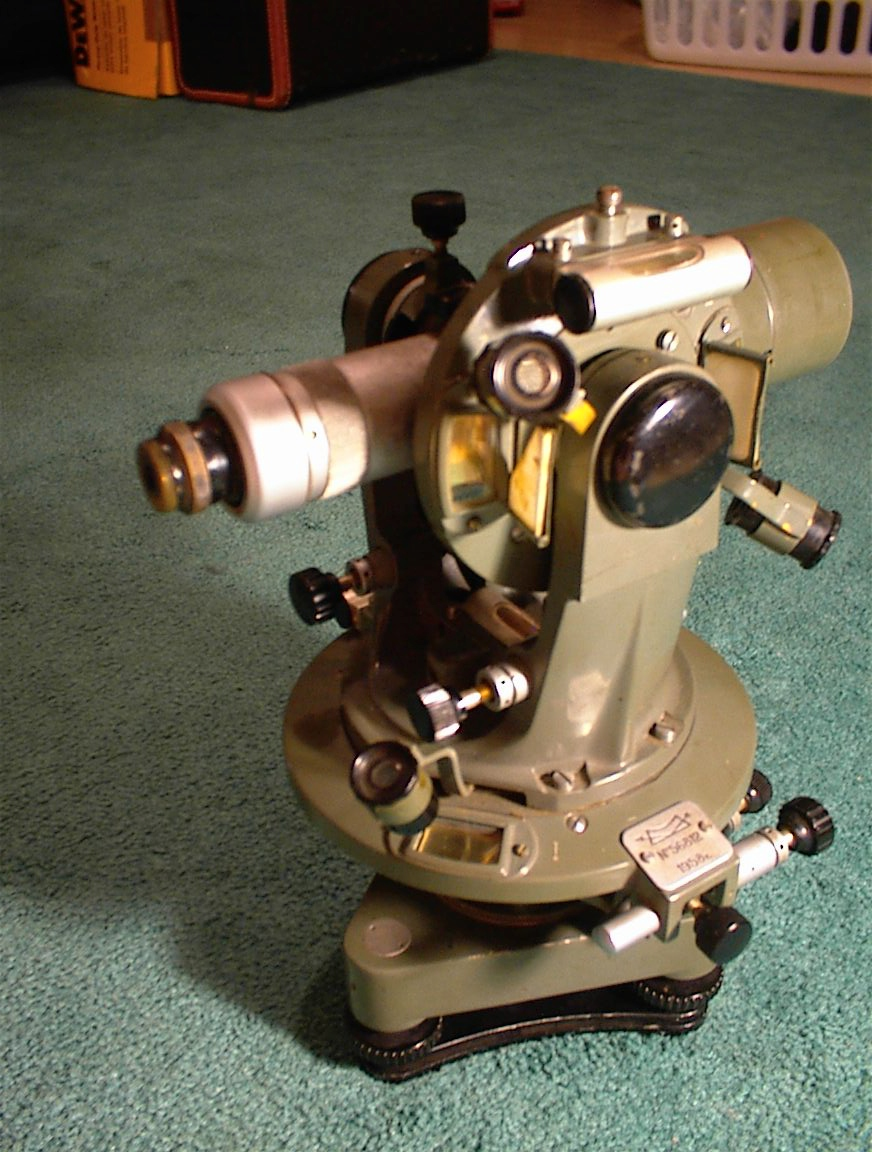
1958년 소련에서 제조된 광학 경위의는 측지를 위하여 사용되었다.

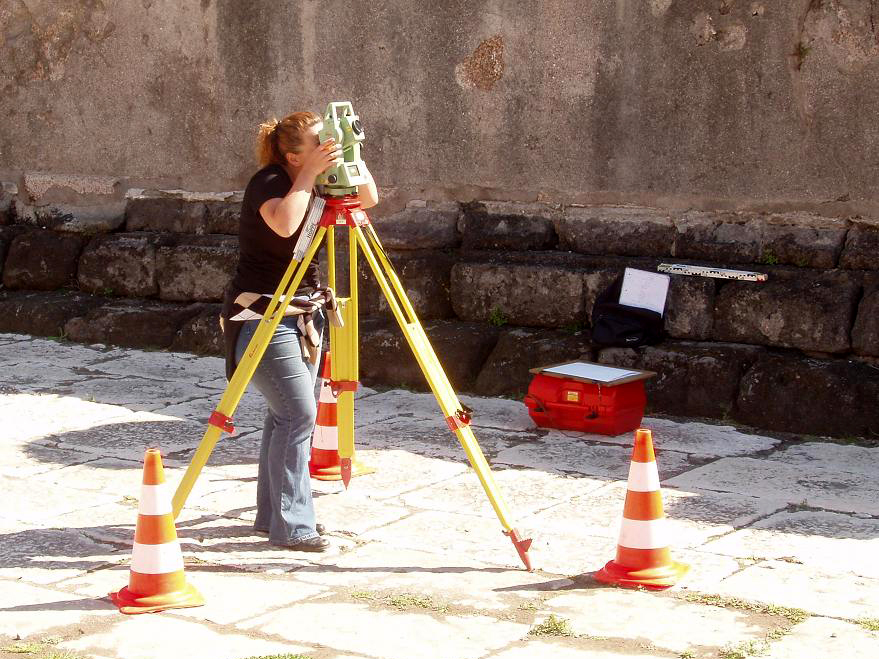
삼각대 위에 설치된 현대의 디지털 데오드라이트

경위의(經緯儀) 또는 세오돌라이트(theodolite), 데오드라이트는 망원경이 달린, 수평축이나 수직축을 기준으로 각도를 재는 측량 기기의 하나이다. 측지기(測地器)라고도 한다. 주로 측량 응용 분야에 사용되며 기상학, 로켓 발사 기술과 같은 특수 목적에도 적용된다.
광파측거의와 조합된 것은 트랜싯(transit)으로 부른다. 트랜싯은 원리와 구조가 데오드라이트와 비슷하나, 장치가 간단하고 정밀도가 낮은 편이다. 현재는 트랜싯과 데오드라이트를 명확하게 구분할 수 없다. 최근에는 전자 장치를 부착하여 각 읽음을 보다 쉽게 한 디지털 데오드라이트가 사용되고 있다.

## 축

경위의의 축과 원. 축은 연직축(Vertical axis), 수평축(Horizontal axis), 시준축(Sight axis) 세 가지로 이루어져 있다. 원은 연직각(Vertical angle)을 측정할 수 있는 연직 분도원(Vertical Circle), 수평각(Horizontal angle)을 측정할 수 있는 수평 분도원(Horizontal circle) 두 가지로 이루어진다.

경위의는 삼각대 위에 설치하여 중심을 잡는다.
경위의의 수평, 연직축은 직각을 이루어야 하며, 그렇게 하지 않으면 수평축 오차가 발생한다. 수평축과 시준축도 수직을 이루어야 한다. 지표 오차, 수평 오차, 조준 오차는 교정을 통해 정기적으로 확인하며 이들은 기계적 조절을 통해 제거한다.

## 각 관측
수평각 관측에는 단측법, 배각법, 방향각법, 조합관측법이 있다.

### 용어
수평각 관측에서 사용하는 용어는 다음과 같은 것들이 있다.
- 반전 : 망원경을 수평축 기준으로 180도 회전시키는 것.
- 정위 : 수평각 고정나사가 오른쪽, 연직분도원이 왼쪽에 있는 상태로 시계방향으로 수평각을 재는 것.
- 반위 : 수평각 고정나사가 왼쪽, 연직분도원이 오른쪽에 있는 상태로 반시계방향으로 수평각을 재는 것.
- 대회 관측 : 각을 정위 상태로 시계방향으로, 반위 상태로 반시계방향으로 재는 것. 기계 결함이나 불완전 조정으로 인한 정오차를 제거하기 위해 실시한다.

### 단측법
단측법(method of single measurement)은 한 개의 각을 정위, 반위로 각각 한번씩 측정하여 얻은 두 각의 산술평균값을 수평각으로 결정하는 방법이다. 그림에서 O점에 기계를 세운 뒤 각 AOB를 관측한다고 하면 A를 먼저 시준한 후 정위로 B를 관측하고, 망원경을 반전시켜 B에서부터 다시 A까지 각을 관측하면 된다.
오차
시준오차를 α, 읽기오차를 β라 하면 오차 전파 법칙에 의해 단측법의 오차 {\displaystyle m=\pm {\sqrt {\alpha ^{2}+\beta ^{2}+\alpha ^{2}+\beta ^{2}}}={\sqrt {2(\alpha ^{2}+\beta ^{2})}}}

### 배각법
배각법(repeating method) 또는 복측법은 하나의 각을 반복적으로 관측하여 정밀도를 높이는 방법이다. 기구가 읽을 수 있는 눈금보다 더 작은 각을 측정할 수 있는 장점이 있다. 단점은 측정해야할 각이 여러 개일 때 작업 시간이 증가한다.
데오돌라이트로 임의의 각 {\displaystyle \angle AOB}를 측정한다고 할 때 순서는 다음과 같다.
1. O에 기계를 세우고 A점을 시준, 각 α0 읽기
2. B 시준, 각 α1 읽기
3. hold 버튼을 누르고 A 시준
4. hold를 풀고 B 시준, 각 α2 읽기
5. 3, 4번 과정을 반복
6. 정위 상태 최종각 {\displaystyle \angle AOB={\frac {\alpha _{n}-\alpha _{0}}{n}}}
7. 반위 상태로 위 과정 반복

n배각 관측 시 각오차를 구하는 과정은 다음과 같다.
시준오차
- 1배각일 때 시준오차 {\displaystyle \pm {\sqrt {\alpha ^{2}+\alpha ^{2}}}=\pm \alpha {\sqrt {2}}}
- n배각이므로 {\displaystyle \pm {\sqrt {\alpha ^{2}+\alpha ^{2}+\cdots +\alpha ^{2}}}=\pm {\sqrt {2n\alpha ^{2}}}=\pm \alpha {\sqrt {2n}}}
- 각 하나당 포함되는 시준오차 {\displaystyle m_{1}=\pm {\frac {\alpha {\sqrt {2n}}}{n}}=\pm \alpha {\sqrt {\frac {2}{n}}}}

읽기오차
- n배각이어도 처음, 마지막에만 각을 읽으므로 읽기오차 {\displaystyle m_{2}=\pm {\sqrt {\beta ^{2}+\beta ^{2}}}={\sqrt {2\beta ^{2}}}=\beta {\sqrt {2}}}
- 각 하나 당 포함되는 읽기오차 {\displaystyle m_{2}=\pm {\frac {\beta {\sqrt {2}}}{n}}=\pm \beta {\sqrt {\frac {2}{n^{2}}}}}

오차 전파 법칙에 의해 배각법에 의해 발생하는 각오차 {\displaystyle m=\pm {\sqrt {m_{1}^{2}+m_{2}^{2}}}=\pm {\sqrt {\alpha ^{2}{\frac {2}{n}}+\beta ^{2}{\frac {2}{n^{2}}}}}=\pm {\sqrt {{\frac {2}{n}}\left(\alpha ^{2}+{\frac {\beta ^{2}}{n}}\right)}}}
단측법과 비교해보면 배각법 보관됨 2022-03-29 - 웨이백 머신이 시준오차는 {\displaystyle {\sqrt {n}}}배 더 정밀하고 읽기오차는 n배 더 정밀하다.
정·반위 측정 시 두 각의 평균에 대한 각오차 {\displaystyle m'=\pm {\frac {m}{\sqrt {2}}}=\pm {\sqrt {{\frac {1}{n}}\left(\alpha ^{2}+{\frac {\beta ^{2}}{n}}\right)}}}

### 방향각법
방향각법(method of direction) 또는 대회법은 한 지점에 기계를 세우고 여러 다른 측점에 대한 여러 각을 측정하는 방법이다. 균일한 정확도, 한 측점에서 많은 각을 잴 때 배각법에 비해 빠른 작업 속도를 가지는 장점이 있다. 3등 이하 삼각측량에 쓰인다.
1. O에 기계를 세우고 A를 시준하여 각을 기록. OA를 영방향(zero direction)이라 한다.
2. 영방향에서 시계방향으로 B, C를 시준하여 각을 기록
3. 정위 상태 관측이 끝났으므로 반위 상태로 반시계 방향으로 C로부터 B, A 순으로 각을 기록. 이로써 1대회 관측(one pair observation)이 끝난다.

| 대회  | 망원경 상태 | 시준점 | 관측값     | 배각 | 교차 | 배각차 | 관측차 |
| ----- | ----------- | ------ | ---------- | ---- | ---- | ------ | ------ |
| 1대회 | 정위        | A      | 0°0′0″     |      |      |        |        |
| 1대회 | 정위        | B      | 118°33′30″ | 40″  | +20″ | 0″     | 40″    |
| 1대회 | 정위        | C      | 259°19′30″ | 80″  | -20″ | 20″    | 20″    |
| 1대회 | 반위        | C      | 259°19′50″ |      |      |        |        |
| 1대회 | 반위        | B      | 118°33′10″ |      |      |        |        |
| 1대회 | 반위        | A      | 0°0′0″     |      |      |        |        |
| 2대회 | 정위        | A      | 0°0′0″     |      |      |        |        |
| 2대회 | 정위        | B      | 118°33′10″ | 40″  | -20″ |        |        |
| 2대회 | 정위        | C      | 259°19′50″ | 100″ | 0″   |        |        |
| 2대회 | 반위        | C      | 259°19′50″ |      |      |        |        |
| 2대회 | 반위        | B      | 118°33′30″ |      |      |        |        |
| 2대회 | 반위        | A      | 0°0′0″     |      |      |        |        |

- 배각: 하나의 대회 내에서, 하나의 시준방향에 대한 정반위 초수를 더한 값. 예를 들어 1대회의 B에 대한 배각은 (B 시준 정위 초수) + (B 시준 반위 초수) = 30″+ 10″= 40″
- 교차: 하나의 대회 내에서, 하나의 시준방향에 대한 (정위 초수) - (반위 초수). 기계오차를 나타내며, 정·반위 평균하여 소거해야한다.
- 배각차: 여러 대회 중에서, 하나의 시준방향에 대한 (가장 큰 배각) - (가장 작은 배각). 관측의 정밀도를 나타냄. 허용값이 있다.
- 관측차: 여러 대회 중에서, 하나의 시준방향에 대한 (가장 큰 교차) - (가장 작은 교차). 관측의 정밀도를 나타냄.

### 조합관측법
조합관측법(angle measurement in all combination)은 수평각 관측법 중 가장 정밀한 방법이다. 1등 삼각측량에 쓰인다. 간단히 말해 방향각법을 여러번 사용하는 것이다. 최확값은 최소제곱법으로 구한다.

## 오차

### 개인오차
대부분 우연적으로 발생하며 제거하기 힘들다. 오차 중 대부분이 개인오차이다.

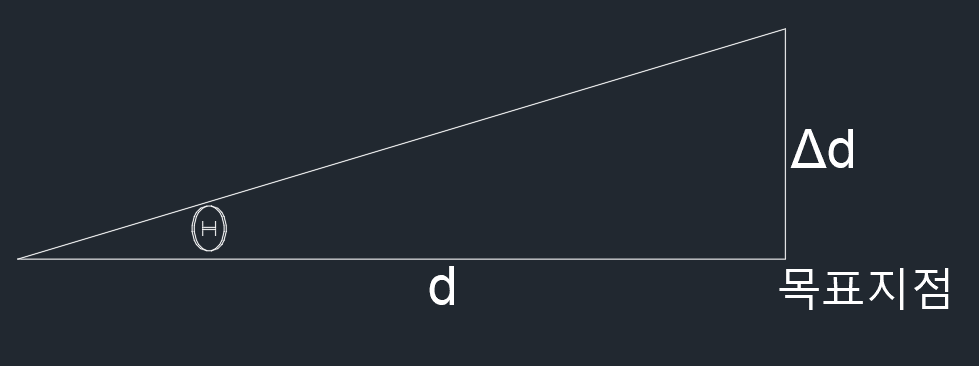
시준오차 설명

- 시준오차: 망원경의 십자선 중심이 목표지점과 정확히 일치하지 않아서 생김. 각오차를 θ″라 하면 거리에 의한 위치오차는 {\displaystyle {\frac {\Delta d}{d}}={\frac {\theta ''}{\rho ''}}}
- 구심오차: 측점 위에 정확하게 기계가 설치되지 않았을 때 발생

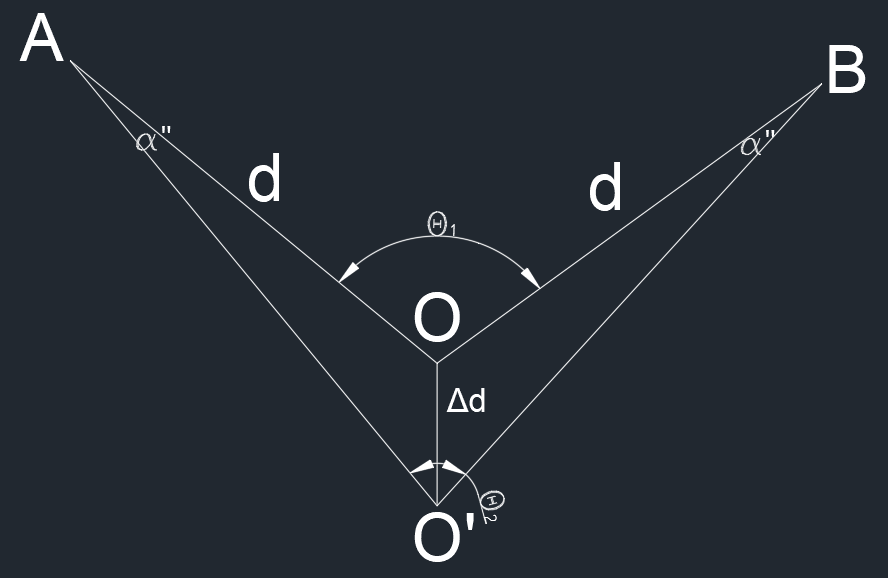
구심오차 설명

O에 기계를 세워야 정확한데, O'에 기계를 미세하게 잘못 세웠다고 하자. ({\displaystyle {\overline {OO'}}=\Delta d\doteqdot 0})
ΔAOO', ΔBOO'에서 {\displaystyle \alpha ''+{\frac {\theta _{2}}{2}}={\frac {\theta _{1}}{2}}}이고, {\displaystyle 2\alpha ''+\theta _{2}=\theta _{1}\qquad \therefore \Delta \theta ''=\theta _{1}-\theta _{2}=2\alpha ''}
α″역시 미소하므로 ΔAOO'에서 {\displaystyle {\frac {\Delta d}{d}}\approx {\frac {\alpha ''}{\rho ''}}={\frac {\Delta \theta ''}{2\rho ''}}}
- 망원경 초점이 안 맞아 흐릿한 상태에서 시준할 때 목표지점에 정확한 시준이 되지 않아 오차 발생
- 삼각대 설치 불량: 단단한 땅 위에 설치하지 않거나, 다리 고정 나사가 정상적으로 잠기지 않았을 때 오차 발생
- 목표지점의 시준표나 폴이 연직으로 세워져 있지 않을 때 오차 발생
- 관측자 실수로 각을 잘못 읽거나 잘못 기록하는 경우

### 자연오차
개인오차보다 작으며, 기온과 대기 굴절에 의해 생긴다.

### 기계오차
기계 상의 결함으로 생기는 오차를 기계오차라고 한다.
- 수평축 오차: 수평축과 연직축이 직교하지 않아 생기는 오차. 정반위 측정하여 결과값을 평균함으로써 제거 가능
- 시준축 오차: 시준축과 수평축이 직교하지 않아 생기는 오차. 정반위 측정하여 결과값을 평균함으로써 제거 가능
- 연직축 오차: 연직축이 정확히 연직이 아니라서 생기는 오차.

## 같이 보기
- 측정
- 레이저 레이다
- 측설
- 트래버스 측량
- 거리측량
- 뒤회색질기둥(posterior grey column)

## 참고 문헌
- 이재기; 최석근; 박경식; 정성혁 (2013). 《측량학1》 2판. 형설출판사. ISBN 978-89-472-7336-7.
- “측량학 강의노트 6장 각의 측정”. 《순천대학교 토목공학과》. 2018년 2월 9일에 원본 문서에서 보존된 문서. 2018년 2월 9일에 확인함.